# Dasophrys nigroflavipes
Dasophrys nigroflavipes là một loài ruồi trong họ Asilidae. Dasophrys nigroflavipes được Hobby miêu tả năm 1933.